# Josef Mazura
 Josef Mazura (Vyškov, 23 de abril de 1956) é um ex-futebolista e treinador profissional tcheco que atuava como defensor, campeão olímpico em Moscou 1980

## Carreira
Josef Mazura representou o seu país nos Jogos Olímpicos de Verão de 1980, conquistando a medalha de ouro.